# Lynn Hunt
Lynn Avery Hunt (* 16. November 1945 in Panama) ist eine US-amerikanische Neuzeithistorikerin und Kulturhistorikerin.
Lynn Hunt wuchs in St. Paul (Minnesota) auf und studierte am Carleton College mit dem Bachelor-Abschluss 1967 und an der Stanford University mit dem Master-Abschluss 1968 und der Promotion 1973. Danach lehrte sie bis 1987 an der University of California, Berkeley (1974 Assistant Professor, 1979 Associate Professor, 1984 Professor), 1987 bis 1998 an der University of Pennsylvania (Joe and Emily Lowe Foundation Term Professor in the Humanities, ab 1991 Annenberg Professor) und ab 1999 an der University of California, Los Angeles, an der sie Eugen Weber Professor of Modern European History ist und 2013 emeritiert wurde und Distinguished Research Professor wurde.
Sie ist für ein Buch über die Ursprünge der Menschenrechte im 18. Jahrhundert bekannt (Inventing Human Rights, 2007) und forschte über die Französische Revolution (zum Beispiel graphische Kunst, Finanzen, Provinzpolitik, Kulturgeschichtliches wie ihre Studie The Family Romance of the French Revolution mit psychoanalytischem Ansatz), europäische Kulturgeschichte (zum Beispiel frühe Ansichten zu Weltreligionen im 18. Jahrhundert), Gender Studien (zum Beispiel gab sie Sammelbände zur Geschichte der Pornographie und Erotik heraus und veröffentlichte Gender Studien zur französischen Revolution) und allgemeine Fragen der Historiographie.
2002 war sie Präsidentin der American Historical Association. 1982 war sie Guggenheim Fellow. Sie ist korrespondierendes Mitglied (Fellow) der British Academy (2014).
Sie war Gastprofessorin an der Ecole des Hautes Etudes en Science Sociales (1984/85, 2002) in Paris, an der Universität Peking (1985) und den Universitäten von Utrecht und Amsterdam (1993) und der University of Ulster. 1991 wurde sie Fellow der American Academy of Arts and Sciences und sie ist Ehrendoktor des Carleton College (1991) und der Northwestern University (2006). Sie ist Mitglied der American Philosophical Society.
Sie schrieb den Abschnitt zur französischen Revolution in der von Philippe Ariès herausgegebenen Histoire de la vie privée.

## Schriften (Auswahl)
- Revolution and Urban Politics in Provincial France: Troyes and Reims, 1786–1790, Stanford University Press, 1978 (= Dissertation)
- mit David Lansky, Paul Hanson: The Failure of the Liberal Republic in France, 1795–1799: The Road to Brumaire, Journal of Modern History, Band 51, 1979, Nr. 4
- Politics, Culture, and Class in the French Revolution, University of California Press 1984
  - Deutsche Übersetzung: Symbole der Macht, Macht der Symbole : die Französische Revolution und der Entwurf einer politischen Kultur, S. Fischer 1989
- Masculin et féminin dans la révolution française, Pages d' Ecritures, Band 3, 1989, S. 12–14
- mit Linda Kerber u. a.: Forum: Beyond Roles, Beyond Spheres: Thinking about Gender in the Early Republic, The William and Mary Quarterly, Band 46, 1989, S. 565–585
- Herausgeberin: The New Cultural History, University of California Press 1989
- Herausgeberin: Eroticism and the Body Politic, Johns Hopkins University Press, 1991
- Herausgeberin: The Invention of Pornography: Obscenity and the Origins of Modernity, Zone Books, 1993
- The Family Romance of the French Revolution, University of California Press 1992
- mit Joyce Appleby, Margaret Jacob: Telling the Truth about History, Norton 1994
- mit anderen: The Challenge of the West, Heath, Houghton Mifflin 1995
- mit Jacques Revel (Hrsg.): Histories: French Constructions of the Past. Postwar French Thought, The New Press 1998
- mit Victoria Bonnell: Beyond the Cultural Turn: New Directions in the Study of Society and Culture, University of California Press 1999
- mit Jack R. Censer: Liberty, Equality, Fraternity: Exploring the French Revolution, Penn State University Press 2001
- Inventing Human Rights, W. W. Norton 2007
- Measuring Time: Making History, The Natalie Zemon Davis Annual Lecture Series, Vol. 1, Central European University Press 2007
- mit Margaret Jacob, Wijnand Mijnhardt: The book that changed Europe: Picart and Bernard's "Religious ceremonies of the world", Harvard UP 2010
- Herausgeberin mit Suzanne Desan, William Nelson: The French Revolution in Global Perspective, Cornell University Press 2013
- Writing History in the Global Era, Norton 2014
- Herausgeberin mit  Thomas R. Martin, Barbara H. Rosenwein, R. Po-Chia Hsia, Bonnie G. Smith: The Making of the West: Peoples and Cultures, St. Martin' s 2001, Bedford Books, 5. Auflage, 2016 (in zwei Bänden)
- mit Jack R. Censer: The French Revolution and Napoleon: Crucible of the Modern World, Bloomsbury 2017
- History: Why It Matters, Wiley 2018